# El bautismo de Cristo (Perugino, Capilla Sixtina)
El bautismo de Cristo es un fresco (335x540 cm) de Pietro Perugino y colaboradores, pintado alrededor de 1482 que forma parte de la decoración del registro central de la Capilla Sixtina en elVaticano. Es la única obra firmada de toda la capilla.

## Historia
En 1480 Perugino estaba en la antigua basílica del Vaticano para pintar al fresco una capilla por encargo de Sixto IV, obteniendo tal éxito que recibió, inmediatamente después, el nuevo encargo para la decoración de la reconstruida capilla papal, llamada más tarde Sixtina en honor al Papa. En esta tarea se le unió pronto un equipo de pintores florentinos, enviados expresamente por Lorenzo de Médici. 
El tema de la decoración era el paralelismo entre las Historias de Moisés y las de Cristo, que evidenciara la continuidad entre Antiguo y Nuevo Testamento y la transmisión de la ley divina desde los Diez Mandamientos al mensaje evangélico de Jesús, quien entonces eligió a san Pedro como su sucesor, legitimando el poder, la supremacía y la infalibilidad de sus sucesores, es decir, los propios papas. Los pintores de la Sixtina se adhirieron a convenciones representativas comunes para que la obra pareciera homogénea, como el uso de la misma escala dimensional, estructura rítmica y representación del paisaje; también utilizaron adornos de oro junto a una única gama de colores para que las pinturas brillaran con el brillo de las antorchas y las velas.
Perugino, junto con numerosos ayudantes (entre ellos el joven Pinturicchio) que la realización de tal obra requería, pintó por lo menos seis escenas, tres de las cuales subsisten hoy día. La participación de Pinturicchio se limita tradicionalmente a la ejecución de un grupo de protagonistas, pero otros estudios han reducido sustancialmente su intervención, especialmente al comparar la solidez de la estructura volumétrica de esas figuras con el ciclo de Madonnas realizado en su juventud, pero también con sus sucesivos frescos. Estas figuras deben atribuirse probablemente a Andrea de Assisi (« La Ingegno »), a Rocco Zoppo y quizá con más reservas a Giovanni di Pietro y a Bartolomeo della Gatta, otros colaboradores de Perugino mencionados por Giorgio Vasari.

## Descripción y estilo

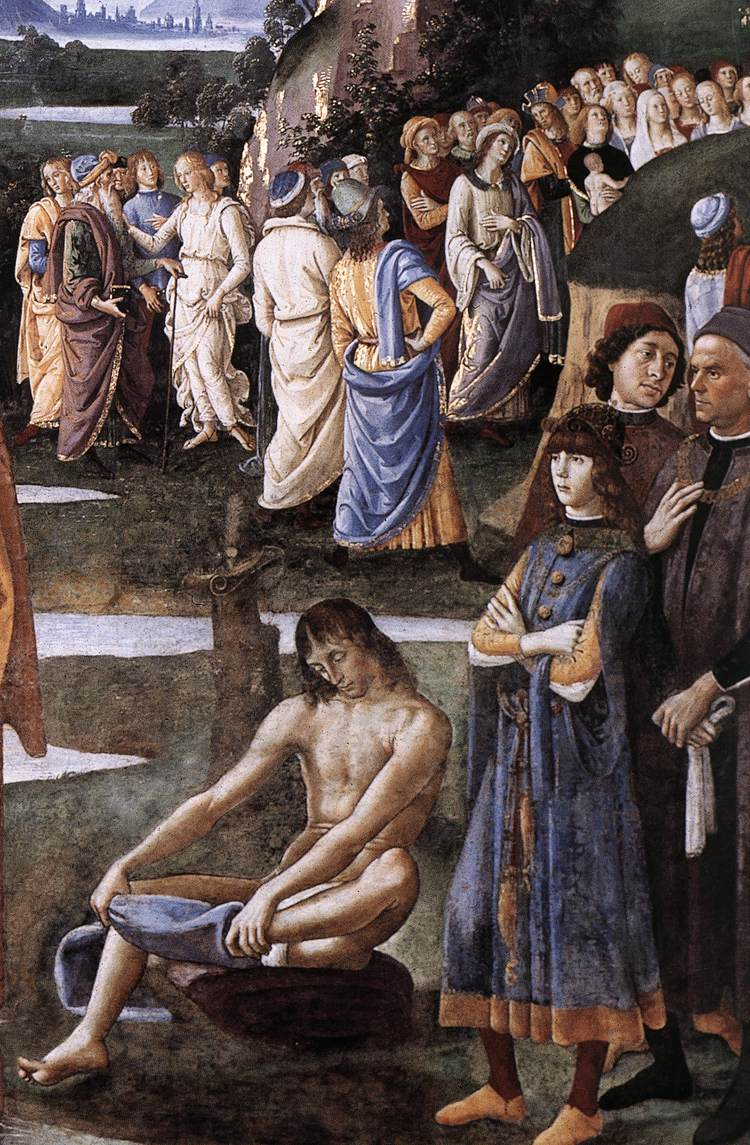
Detalle

La escena del Bautismo de Cristo es la primera de la pared a derecha del altar, mirando hacia él, y es paralela a la de la  Vuelta de Moisés a Egipto y la circunsición de su hijo Eliezer en el lado opuesto. Existe un claro paralelismo entre las ceremonias de la circuncisión y el bautismo en los mundos hebreo y cristiano respectivamente, lo que implica también una dimensión espiritual más profunda en este último, ya que el bautismo, según lo escrito por san Augustín y otros Padres de la Iglesia, era una especie de «circuncisión espiritual» para los niños.
La escena está ambientada según un esquema simétrico, típico de Perugino. En el centro, el río Jordán fluye directamente hacia el espectador, a los pies de Jesús y Juan el Bautista que lo está bautizando, en primer plano. En la parte superior está la paloma del Espíritu Santo, enviada por Dios Padre, representado en un nimbo de luz con serafines y querubines y flanqueado por dos ángeles en vuelo. 
Hacia este eje central también converge el paisaje, con una visión simbólica de la ciudad de Roma (dentro de las murallas se reconoce un arco de triunfo, el Coliseo y el Panteón de Agripa)  hacia el que tienden las líneas de fuerza de los dos escarpes rocosos que bajan por los lados. En ambos extremos hay dos episodios secundarios, también marcados por una simetría que subraya las analogías doctrinales: el sermón a las multitudes del Bautista (izquierda) y de Jesús (derecha). Típico del artista es también el paisaje que se desvanece suavemente en la distancia, salpicado de pequeños y delgados árboles, que se convirtió en uno de los elementos más reconocibles de la escuela de Umbría. 
En la escena en primer plano también asisten dos ángeles arrodillados sosteniendo una toalla, una alusión artística que recuerda a  Hugo van der Goes y el Tríptico Portinari. Finalmente, a los lados de este primer plano, una serie de retratos de personajes contemporáneos, muy raros en las escenas sagradas de Perugino, que se inspiraron en las composiciones similares de Domenico Ghirlandaio, que también pintaba en la Sixtina.
En el friso superior aparece la inscripción OPVS PETRI PERVSINI · CASTRO PLEBIS.

## Otros proyectos
- Wikimedia Commons alberga una galería multimedia del Bautismo de Cristo

- Datos: Q3220286
- Multimedia: Baptism of Christ by Perugino (Sistine Chapel) / Q3220286